# هیسامی کورویوا
هیسامی کورویوا (انگلیسی: Hisami Kuroiwa؛ زادهٔ تاریخ ورودی نامعتبر است) تهیه‌کننده فیلم است.